# Oliver Baumann
Oliver Baumann (phát âm tiếng Đức: [ˈɔlivɐ ˈbaʊman]; sinh ngày 2 tháng 6 năm 1990) là một cầu thủ bóng đá chuyên nghiệp người Đức thi đấu ở vị trí thủ môn cho câu lạc bộ TSG Hoffenheim tại Giải bóng đá vô địch quốc gia Đức nơi anh là đội trưởng và đội tuyển quốc gia Đức.

## Thống kê sự nghiệp

### Câu lạc bộ
Tính đến ngày 27 tháng 6 năm 2020
| Câu lạc bộ          | Mùa giải       | Giải đấu | Giải đấu | Cúp quốc gia | Cúp quốc gia | Châu Âu | Châu Âu | Tổng cộng | Tổng cộng |
| Câu lạc bộ          | Mùa giải       | Hạng     | Bàn      | Trận         | Bàn          | Trận    | Bàn     | Trận      | Bàn       |
| ------------------- | -------------- | -------- | -------- | ------------ | ------------ | ------- | ------- | --------- | --------- |
| SC Freiburg         | 2009–10        | 1        | 0        | 0            | 0            | 0       | 0       | 1         | 0         |
| SC Freiburg         | 2010–11        | 30       | 0        | 1            | 0            | 0       | 0       | 31        | 0         |
| SC Freiburg         | 2011–12        | 33       | 0        | 1            | 0            | 0       | 0       | 34        | 0         |
| SC Freiburg         | 2012–13        | 34       | 0        | 5            | 0            | 0       | 0       | 39        | 0         |
| SC Freiburg         | 2013–14        | 33       | 0        | 3            | 0            | 6       | 0       | 42        | 0         |
| SC Freiburg         | Tổng           | 131      | 0        | 10           | 0            | 6       | 0       | 147       | 0         |
| TSG 1899 Hoffenheim | 2014–15        | 34       | 0        | 3            | 0            | 0       | 0       | 37        | 0         |
| TSG 1899 Hoffenheim | 2015–16        | 33       | 0        | 1            | 0            | —       | —       | 34        | 0         |
| TSG 1899 Hoffenheim | 2016–17        | 34       | 0        | 2            | 0            | —       | —       | 36        | 0         |
| TSG 1899 Hoffenheim | 2017–18        | 34       | 0        | 0            | 0            | 7       | 0       | 41        | 0         |
| TSG 1899 Hoffenheim | 2018–19        | 33       | 0        | 0            | 0            | 6       | 0       | 39        | 0         |
| TSG 1899 Hoffenheim | 2019–20        | 30       | 0        | 1            | 0            | —       | —       | 31        | 0         |
| TSG 1899 Hoffenheim | Tổng           | 198      | 0        | 7            | 0            | 13      | 0       | 218       | 0         |
| Tổng sự nghiệp      | Tổng sự nghiệp | 329      | 0        | 17           | 0            | 19      | 0       | 365       | 0         |